# Pisco

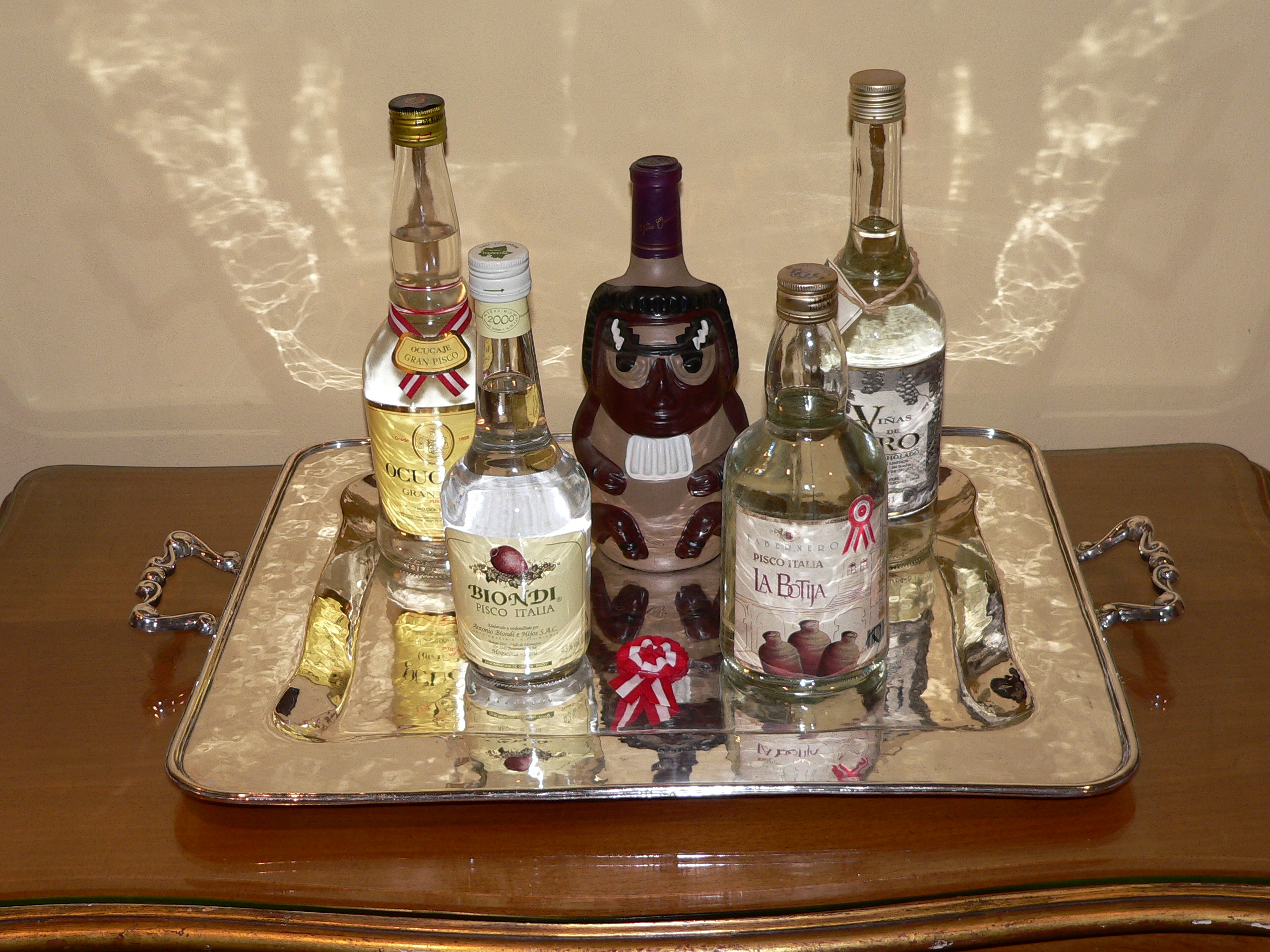
Rượu pisco

Pisco là một loại rượu brandy không màu hoặc có màu vàng - hổ phách được sản xuất ở các vùng trồng nho của Peru và Chile. Được làm bằng cách chưng cất nước ép nho lên men thành một loại rượu nồng độ cao, rựợu được người định cư Tây Ban Nha vào thế kỷ 16 chế tạo như một sự thay thế cho orujo, một loại rượu mạnh làm từ bã trái cây được nhập khẩu từ Tây Ban Nha.  Nó có lợi thế là được sản xuất từ trái cây trồng trong nước dồi dào và giảm khối lượng đồ uống có cồn được vận chuyển đến các địa điểm xa xôi.